# はじめの一歩
『はじめの一歩』（はじめのいっぽ）は、ボクシングを題材とした森川ジョージによる日本の漫画作品。1989年から『週刊少年マガジン』（講談社）で連載中。各話数の通し番号の表記はそれぞれ「Round.○○」。2023年7月14日発売の138巻をもってコミックスのシリーズ累計発行部数は1億部を突破した。1991年（平成3年）度、第15回講談社漫画賞少年部門受賞。

## 作品概要
母子家庭のいじめられっ子であり、釣り船屋を親子で支えている主人公・幕之内一歩が、プロボクサー鷹村守との出会いをきっかけに鴨川ボクシングジムに入門。「強いとは何か？」という問いの答えを求め、プロボクサーとして、また人間としても成長していく過程を、周囲との交流やライバル達との戦いを通じて描いてゆく。主人公のみならず脇役である仲間やライバル達の戦いも詳細に描いている点が特徴的であり、作者は「登場人物全員が主人公です」とコメントしている。また、ボクサーとそれ以外の人間の軋轢も含まれており、貧困や人種差別、いじめや環境問題などの社会問題も描いている。
登場人物の多くにボクシングの歴史を彩った実在選手の姿が投影されている。作者自身も実際にボクシングジムのオーナーで著名なプロボクサー達と親交があり、『週刊少年マガジン』誌上でも若手を応援するコメントなどを載せている。
2012年12月5日発売の週刊少年マガジン2013年1号で、連載1000回を迎えた。
なお、週刊少年マガジンは2015年より電子書籍版の出版が始まったが、本作は作者である森川の意向により電子書籍版に掲載されておらず、配信されていた1巻から60巻及び100巻が同年8月31日で配信を終了した。
2021年の元日より『マガジンポケット』で1か月間限定で60巻分が無料で配信されていたが、新型コロナウイルス感染症 (2019年)の影響による緊急事態宣言を受けて3月7日まで無料配信が延期され、ストーリーの区切りのいい61巻が追加配信された。同年6月23日、講談社より『はじめの一歩』の再電子書籍化と「週刊少年マガジン」電子版への収録が発表。7月1日発売の「週刊少年マガジン」2021年31号から収録が始まり、同時に最新刊となる131巻までの全巻の電子版配信が開始された。

## 世界観
199X年日本の東京の町を舞台とし、とりわけその一角にある「鴨川ボクシングジム」を中心に物語が展開される。
国名・地名や有名施設は実在のそれに準じており（後楽園ホール、両国国技館など。「下野動物園」といったように一部例外もある）、市民の生活や感覚もおおむね作品の連載時期であった1990年代のそれに準じている。さらに、鷹村の家の黒電話が留守番電話になる、青木や木村が携帯電話を持つようになる、登場人物が皆シャツインの着方をしなくなるなど劇中でも実際の1990年代日本と同様の変化がみられた。しかし連載が2000年代に入っても尚この世相を反映させる傾向が続いたため、DVD、スマートフォン、ETCなど、時折1990年代の時代設定に不釣り合いな要素もみられるようになった。
現実の世界では、『はじめの一歩』連載開始後の1998年に世界ボクシング協会（WBA）と世界ボクシング評議会（WBC）とでルールが統合、両団体で異なっていた一部の階級の名称が一本化され、これに追随して日本ボクシングコミッション（JBC）もそれらの階級の名称を変更したが、『はじめの一歩』の世界では以前の名称が使われている。作中で登場している階級では、スーパーウェルター級はジュニアミドル級、スーパーライト級はジュニアウェルター級、スーパーフェザー級はジュニアライト級、スーパーバンタム級はジュニアフェザー級と表記されている。
登場するボクサーやボクシングジムはすべて架空のものであるが、実在する海外の有名ボクサー（当時の現役含む）や引退済みの日本のボクサーは例外的に引き合いに出されることがある（ファイティング原田、マイク・タイソンなど）。

## あらすじ

### ボクシングとの出会い
気弱な高校生2年生の主人公・幕之内一歩は、不良たちにいじめられている所を偶然、プロボクサーの鷹村守に助けられる。鷹村に連れられて鴨川ボクシングジムに行った一歩は、そこでサンドバッグを叩いた際に圧倒的な破壊力のパンチを見せる。その後、プロになりたいと懇願した一歩に、鷹村は7日以内に10枚の葉っぱを取るテストを課し、一歩は苦心の末にそのテストに合格する。
ジムに入会した一歩は、同年代の宮田一郎とスパーを行い、予想以上の健闘を見せる。以降、2人はお互いに良きライバル関係となる。ジムの会長でトレーナーの鴨川源二に見出された一歩は、二人三脚でプロテストに合格。プロデビューした一歩は、減量が苦手な小田裕介、頭突きをしてくる藤原義男に勝利し、"新人王トーナメント"に挑戦することになる。

### 新人王トーナメント
新人王決勝で宮田と試合をすることを目標に、驚異的なフックを繰り出すジェイソン尾妻、パンチ力のない小橋健太、ショットガンの異名を持つ新人王候補の速水龍一に勝利する。しかし、宮田は間柴了のラフプレイによって敗れてしまう。
決勝では間柴のフリッカージャブに苦戦した一歩であったが、ボディへの再三のパンチによってエルボーブロックしていた間柴の左腕の肘を破壊したことをキッカケにして、そこから形勢逆転して勝利を収める。
東日本新人王となった一歩だったが、一歩が拳の骨折が完治しないまま全日本新人王決定戦に臨むことになる。西日本新人王の千堂武士は、一歩並みの破壊力を持ち、一歩をKO寸前まで追い詰めるが、最後は一歩が放ったテンプルへの一撃で意識を失いながら戦い、結果コーナーから立ち上がることが出来ず3R棄権試合（TKO）となり、一歩は新人王となる。

## 登場人物
劇中の登場人物、対戦相手等の詳細な情報は上記ページを参照。

## 書誌情報

### 文庫版
- 森川ジョージ 『はじめの一歩』 講談社〈講談社漫画文庫〉、全15巻
  1. 2017年11月10日発売[162]、ISBN 978-4-06-510295-4
  2. 2017年11月10日発売[163]、ISBN 978-4-06-510669-3
  3. 2017年12月12日発売[164]、ISBN 978-4-06-510673-0
  4. 2018年1月11日発売[165]、ISBN 978-4-06-510850-5
  5. 2018年2月14日発売[166]、ISBN 978-4-06-510855-0
  6. 2018年3月13日発売[167]、ISBN 978-4-06-511035-5
  7. 2018年4月11日発売[168]、ISBN 978-4-06-511340-0
  8. 2018年5月11日発売[169]、ISBN 978-4-06-511353-0
  9. 2018年6月12日発売[170]、ISBN 978-4-06-511567-1
  10. 2018年7月11日発売[171]、ISBN 978-4-06-512279-2
  11. 2018年8月13日発売[172]、ISBN 978-4-06-512280-8
  12. 2018年9月11日発売[173]、ISBN 978-4-06-512715-5
  13. 2018年10月11日発売[174]、ISBN 978-4-06-512765-0
  14. 2018年11月13日発売[175]、ISBN 978-4-06-512767-4
  15. 2018年12月11日発売[176]、ISBN 978-4-06-512768-1

### 廉価版
- 森川ジョージ 『はじめの一歩特別総集編』 講談社〈講談社MOOK〉、全3巻
  1. 「第1集 鴨川軍団日本タイトルマッチ編」2012年5月10日発売[177]、ISBN 978-4-06-389668-8
  2. 「第2集 泣ける『はじめの一歩』編」2012年6月14日発売[178]、ISBN 978-4-06-389669-5
  3. 「第3集 激闘！リング外での大バトル編」2012年7月10日発売[179]、ISBN 978-4-06-389670-1
- 森川ジョージ 『ベストバウト オブ はじめの一歩！』 講談社〈講談社プラチナコミックス〉、全24巻
  1. 「ブライアン・ホークVS.鷹村守 WBC世界J・ミドル級タイトルマッチ編」2019年1月9日発売[180]、ISBN 978-4-06-514328-5
  2. 「千堂武士VS.幕之内一歩 日本フェザー級タイトルマッチ 豪腕対決編」2019年1月23日発売[181]、ISBN 978-4-06-514329-2
  3. 「伊達英二VS.幕之内一歩 日本フェザー級タイトルマッチ 王座初挑戦編」2019年2月13日発売[182]、ISBN 978-4-06-514470-1
  4. 「間柴了VS.木村達也 日本J・ライト級タイトルマッチ編」2019年2月27日発売[183]、ISBN 978-4-06-514471-8
  5. 「宮田一郎VS.ランディー・ボーイJr 東洋太平洋フェザー級王座統一戦編」2019年3月13日発売[184]、ISBN 978-4-06-514940-9
  6. 「幕之内一歩VS.沢村竜平 日本フェザー級タイトルマッチ 尾張の竜編」2019年3月27日発売[185]、ISBN 978-4-06-514939-3
  7. 「幕之内一歩VS.アレクサンドル・ヴォルグ・ザンギエフ 日本フェザー級 A級ボクサー賞金トーナメント決勝戦編」2019年4月10日発売[186]、ISBN 978-4-06-515356-7
  8. 「幕之内一歩VS.宮田一郎 幕之内一歩VS.ハンマー・ナオ スパーリング第2戦&日本フェザー級タイトルマッチ編」2019年4月24日発売[187]、ISBN 978-4-06-515357-4
  9. 「幕之内一歩VS.間柴了 日本フェザー級東日本新人王決定戦編」2019年5月15日発売[188]、ISBN 978-4-06-515619-3
  10. 「幕之内一歩VS.ウォーリー 日本フェザー級10回戦 驚異の野生児編」2019年5月29日発売[189]、ISBN 978-4-06-515592-9
  11. 「幕之内一歩VS.マルコム・ゲドー 日本フェザー級10回戦 フィリピンの魔術師編」2019年6月12日発売[190]、ISBN 978-4-06-516058-9
  12. 「リカルド・マルチネスVS.伊達英二 WBA世界フェザー級タイトルマッチ編」2019年6月26日発売[191]、ISBN 978-4-06-516059-6
  13. 「間柴了VS.沢村竜平 日本J・ライト級タイトルマッチ編」2019年7月10日発売[192]、ISBN 978-4-06-516463-1
  14. 「幕之内一歩VS.真田一機 日本フェザー級タイトルマッチ 二羽の燕編」2019年7月24日発売[193]、ISBN 978-4-06-516462-4
  15. 「鴨川源二VS.ラルフ・アンダーソン 千堂武士VS.アレクサンドル・ヴォルグ・ザンギエフ 焼け野原の鉄拳編&日本フェザー級王座決定戦編」2019年8月7日発売[194]、ISBN 978-4-06-516746-5
  16. 「デビッド・イーグルVS.鷹村守 WBC世界ミドル級タイトルマッチ編」2019年8月21日発売[195]、ISBN 978-4-06-516747-2
  17. 「幕之内一歩VS.千堂武士 日本フェザー級全日本新人王決定戦編」2019年9月11日発売[196]、ISBN 978-4-06-517070-0
  18. 「幕之内一歩VS.島袋岩男 日本フェザー級タイトルマッチ 海人対決編」2019年9月25日発売[197]、ISBN 978-4-06-517073-1
  19. 「幕之内一歩VS.武恵一 日本フェザー級タイトルマッチ 父の背中編」2019年10月9日発売[198]、ISBN 978-4-06-517467-8
  20. 「マイク・エリオットVS.アレクサンドル・ヴォルグ・ザンギエフ IBFJ・ライト級タイトルマッチ編」2019年10月23日発売[199]、ISBN 978-4-06-517468-5
  21. 「幕之内一歩VS.冴木卓麻 幕之内一歩VS.唐沢拓三 A級ボクサートーナメント&日本フェザー級タイトルマッチ スピードスター編」2019年11月13日発売[200]、ISBN 978-4-06-517746-4
  22. 「幕之内一歩VS.ジミー・シスファー 日本フェザー級10回戦 堕ちた英雄編」2019年11月27日発売[201]、ISBN 978-4-06-517748-8
  23. 「幕之内一歩VS.アルフレド・ゴンザレス フェザー級世界前哨戦編」2019年12月11日発売[202]、ISBN 978-4-06-517980-2
  24. 「幕之内一歩VS.アントニオ・ゲバラ 幕之内一歩再起戦編」2019年12月25日発売[203]、ISBN 978-4-06-517979-6

### 関連書籍
- 『はじめの一歩&栄光のチャンピオンの勝つ方程式』1993年2月16日発売[204]、ISBN 4-06-206278-X
- 『はじめの一歩公式ガイドブック』1996年3月11日発売[205]、ISBN 4-06-319691-7
- 『はじめの一歩 INDEX 01』2001年9月13日発売[206]、ISBN 4-06-334450-9
- 『連載開始30周年記念出版 はじめの一歩 メモリアルベスト』2019年9月18日発売[207]、ISBN 978-4-06-516640-6

## アニメ
これまで3つの連続テレビシリーズとテレビスペシャル・OVA作品が1つずつ製作・放送（リリース）されている。テレビ作品は全て日本テレビほかで本放送。全作品およびOVAは日テレグループ企業・バップからリリース。
第1期
2000年10月から2002年3月まで放送された。原作を忠実に再現した劇画的な表情や影のつき方、迫力ある演出が話題となり、深夜アニメとしては異例の6クール全75話という長期シリーズとなる。また視聴率もこの時間帯ではアニメとしてだけでなく通常の番組としても驚異的な平均視聴率4.5%、最高視聴率6.1%（2001年2月27日放送・第21話）を記録した。
ストーリーは一歩が日本チャンピオンとなるまでを描く。DVD第25巻には原作での断片的な描写を基にした鷹村と鴨川の出会いからデビュー戦までを描いたオリジナルストーリーの第76話『ボクサーの拳』を収録。絵柄は50巻以降のものになっている。
TVスペシャル
2003年4月18日、『金曜ロードショー』で放送のテレビスペシャル。ストーリーは原作の対真田戦となっている。本作以降のアニメ作品はデジタル制作に移行している。
OVA
2003年9月5日発売のOVA。異色作品で木村役の藤原啓治がキャストロールの先頭で紹介されている。
第2期
2009年1月から6月まで放送の第2期。主要キャラクターの担当声優は第1期テレビアニメ版とほぼ同じ。また、第2期ではハイビジョン制作となり、地上アナログ放送はレターボックスとなっている。
第3期
2013年10月から2014年3月まで放送。このシリーズからアニメーション制作がマッドハウスとMAPPAの共同制作になった。また鴨川会長の声優が同年に逝去した内海賢二から第2期でミゲル役だった飯塚昭三に、実況アナウンサーも日本テレビ元アナウンサーで当シリーズの制作を担当する船越雅史に変更。本放送中には猫田役の永井一郎が2014年1月に急逝、第19話が最後の出演となったほか、本編への登場はなかったものの現代の浜役の加藤精三も同月に逝去している。
ストーリー的には一歩 VS 島袋、一歩 VS 沢村、鷹村 VS イーグル戦を中心に描き、最終4話はスペシャル番外編として鴨川と猫田、浜の若き日を描いた「戦後編」となる。この番外編では、OVA『死刑執行』以来、久々に西村聡が演出・監督として制作に関わる。なお、若き日の鴨川は宮野真守が、同じく猫田は吉野裕行（戦後編の冒頭に現在の猫田が登場するが、この声は山寺宏一が演じる）、浜は安元洋貴が演じた。戦後編最終回の終了後、故人となった内海、永井に捧げるとのテロップが流された。

### スタッフ
|                               | 第1期                             | TVSP             | OVA              | 第2期                       | 第3期                                   |
| ----------------------------- | --------------------------------- | ---------------- | ---------------- | --------------------------- | --------------------------------------- |
| 企画                          | 伊藤和明 伊藤梅男                 | 大澤雅彦 大島満  | 大澤雅彦 大島満  | 藤本鈴子、平山博志 丸山正雄 | 船越雅史 岡本東郎                       |
| 企画協力                      | 今西陽介                          | 今西陽介         | 今西陽介         | 福井恭介、立石謙介          | N/A                                     |
| 企画協力                      | 野内雅宏、西村浩                  | 宮本敦史         | 宮本敦史         | 宮本敦史                    | N/A                                     |
| 企画協力                      | 野内雅宏、西村浩                  | 工富保           | 工富保           | 飯田郁乃                    | N/A                                     |
| 監督                          | 西村聡                            | 西村聡           | 難波日登志       | 宍戸淳                      | 宍戸淳、西村聡                          |
| 助監督 監修 シリーズ監督      | 川村賢一                          | 川村賢一         | 西村聡           | N/A                         | 宍戸淳                                  |
| シリーズ構成                  | 浦畑達彦                          | 浦畑達彦         | 浦畑達彦         | ふでやすかずゆき            | ふでやすかずゆき                        |
| キャラクターデザイン          | 杉浦幸次                          | 杉浦幸次         | 杉浦幸次         | 杉浦幸次                    | 杉浦幸次                                |
| キャラクター監修              | N/A                               | N/A              | N/A              | N/A                         | 阿部恒                                  |
| アクション監督                | N/A                               | N/A              | N/A              | N/A                         | 佐藤千春                                |
| 総作画監督                    | 神志那弘志、筱雅律                | N/A              | ふくだのりゆき   | 杉浦幸次                    |                                         |
| 美術監督                      | 金子英俊                          | 金子英俊         | 金子英俊         | 金子英俊                    | 金子英俊                                |
| 美術監督                      | N/A                               | N/A              | N/A              | N/A                         | 岡本有香                                |
| 撮影監督                      | 白井久男、宮田崇弘                | 宮田崇弘         | 福士亨           | 熊澤祐哉                    | 熊澤祐哉                                |
| CGディレクター                | N/A                               | N/A              | N/A              | N/A                         | 池田恵一                                |
| 編集                          | 寺内聡                            | 寺内聡           | 寺内聡           | 寺内聡                      | 神宮司由美                              |
| 編集                          | 木村佳史子、伊藤勇喜子 土谷百合香 | N/A              | N/A              | N/A                         | 神宮司由美                              |
| 色彩設計                      | 磯崎昭彦 こしかわよしみ           | こしかわよしみ   | こしかわよしみ   | 田中千春                    | 田中千春                                |
| 色彩設計                      | 磯崎昭彦 こしかわよしみ           | こしかわよしみ   | こしかわよしみ   | N/A                         | 三笠修                                  |
| 音響監督                      | 三間雅文                          | 三間雅文         | 三間雅文         | 三間雅文、中嶋聡彦          | 三間雅文                                |
| 音楽                          | 今堀恒雄                          | 今堀恒雄         | 今堀恒雄         | 平野義久                    | 平野義久                                |
| 音楽                          | 今堀恒雄                          | 今堀恒雄         | 今堀恒雄         | タニウチヒデキ              | 今堀恒雄                                |
| プロデューサー                | 田村学                            | 田村学           | 田村学           | 田村学                      | 田村学                                  |
| プロデューサー                | 山下洋、丸山正雄                  | 山下洋、丸山正雄 | 山下洋、丸山正雄 | 中谷敏夫                    | 中谷敏夫                                |
| プロデューサー                | 大島満                            | N/A              | N/A              | N/A                         | 進藤友博                                |
| クリエイティブ プロデューサー | N/A                               | N/A              | N/A              | N/A                         | 丸山正雄                                |
| アニメーション プロデューサー | 吉本聡                            | 吉本聡           | 吉本聡           | 吉本聡                      | 岩瀬安輝、橋本信太郎 渡部正和、上田純久 |
| アニメーション プロデューサー | 諸澤昌男                          | N/A              | N/A              | 服部優太                    | 岩瀬安輝、橋本信太郎 渡部正和、上田純久 |
| アニメーション制作            | マッドハウス                      | マッドハウス     | マッドハウス     | マッドハウス                | マッドハウス                            |
| アニメーション制作            | N/A                               | N/A              | N/A              | N/A                         | MAPPA                                   |
| 企画制作                      | 日本テレビ                        | N/A              | N/A              | N/A                         | N/A                                     |
| 製作著作                      | VAP                               | VAP              | VAP              | はじめの一歩 製作委員会     | 「はじめの一歩 Rising」 製作委員会      |
| 製作著作                      | N/A                               | 日本テレビ       | 日本テレビ       | はじめの一歩 製作委員会     | 「はじめの一歩 Rising」 製作委員会      |

### 主題歌
第1期
オープニングテーマ
「under star」（Round1〜Round25）
「Inner Light」（Round26〜Round52）
歌 - Shocking Lemon
「TUMBLING DICE」(インストゥルメンタル)（Round53〜Round75）
作曲 - 今堀恒雄
エンディングテーマ
「夕空の紙飛行機」（Round1〜25）
「360°」（Round26〜Round52、Round75）
歌 - モリナオヤ
「ETERNAL LOOP」（Round53〜Round74）
歌 - SABER TIGER
TVスペシャル
オープニングテーマ
「Inner Light」（インストメンタル）
作曲 - タニウチヒデキ (Shocking Lemon)
エンディングテーマ
「夕空の紙飛行機」
歌 - モリナオヤ
OVA
エンディングテーマ
「360°」
歌 - モリナオヤ
挿入歌
「夕空の紙飛行機」
歌 - モリナオヤ
第2期
オープニングテーマ「HEKIREKI」
歌 - LAST ALLIANCE
エンディングテーマ「8AM」
歌 - coldrain
第3期
オープニングテーマ「夜間飛行」
歌 - 忘れらんねえよ
エンディングテーマ「ブチコメ!!」
歌 - シクラメン
挿入歌「Weight of my pride」
歌 - Pay money To my Pain

### 各話リスト
| 話数    | サブタイトル                 | 脚本              | 絵コンテ            | 演出 （演出助手）       | 作画監督                              | 放送日         | DVD収録巻 | DVD-BOX収録巻 |
| ------- | ---------------------------- | ----------------- | ------------------- | ----------------------- | ------------------------------------- | -------------- | --------- | ------------- |
| Round1  | THE FIRST STEP               | 浦畑達彦          | 西村聡              | 川村賢一                | 田崎聡 菅野利之 細山正樹 長谷部敦志   | 2000年 10月3日 | Vol.1     | Vol.1         |
| Round2  | 努力の成果                   | 浦畑達彦          | 松尾衡              | 橋本三郎                | 西城隆詞                              | 10月10日       | Vol.1     | Vol.1         |
| Round3  | うれし涙                     | 浦畑達彦          | 善聡一郎            | 難波日登志              | 岡田敏靖                              | 10月17日       | Vol.1     | Vol.1         |
| Round4  | シャドーボクシング           | 荒西大介          | 島崎奈々子          | 島崎奈々子              | 神志那弘志                            | 10月24日       | Vol.2     | Vol.1         |
| Round5  | カウンターへの3ヶ月          | 筆安一幸          | さかいあきお        | 郷敏治                  | 李豪善 渡辺和夫                       | 10月31日       | Vol.2     | Vol.1         |
| Round6  | 再戦のゴング                 | 杉原研二          | 日巻裕二            | いわもとやすお          | 松田芳明                              | 11月7日        | Vol.2     | Vol.1         |
| Round7  | 1cmの破壊力                  | 浦畑達彦          | 川瀬敏文            | 山口祐司                | 菅野利之                              | 11月14日       | Vol.3     | Vol.1         |
| Round8  | 再会の約束                   | 加茂靖子          | 松尾衡              | 真野玲                  | 山縣亜紀                              | 11月21日       | Vol.3     | Vol.1         |
| Round9  | C級ライセンス                | 森博志            | 萩原露光            | 萩原露光                | 松田芳明                              | 11月28日       | Vol.3     | Vol.1         |
| Round10 | デビュー戦!                  | 中村亮介          | 善聡一郎            | 増原光幸                | 神志那弘志                            | 12月5日        | Vol.4     | Vol.1         |
| Round11 | 勝利への執念                 | 荒西大介          | 小林治              | 辻伸一                  | 岡田敏靖                              | 12月12日       | Vol.4     | Vol.1         |
| Round12 | 手荒なダチ宣言               | 筆安一幸          | 松村やすひろ        | 松村やすひろ （宍戸淳） | 李豪善                                | 12月19日       | Vol.4     | Vol.1         |
| Round13 | 開幕、東日本新人王戦         | 杉原研二          | 島崎奈々子          | 島崎奈々子              | 菅野利之 杉浦幸次                     | 12月26日       | Vol.5     | Vol.1         |
| Round14 | 強腕!フックVSアッパー!       | 中村亮介          | 平塚住雄            | 真野玲                  | 山縣亜紀                              | 2001年 1月9日  | Vol.5     | Vol.1         |
| Round15 | 我慢くらべ                   | 筆安一幸          | 善聡一郎            | かわむらけんいち        | 筱雅律                                | 1月16日        | Vol.5     | Vol.1         |
| Round16 | 激戦の予感                   | 荒西大介          | さかいあきお        | 増原光幸                | 神志那弘志                            | 1月23日        | Vol.6     | Vol.1         |
| Round17 | イッポ・オン・ザ・ビーチ     | 加茂靖子          | 佐藤雄三            | 佐藤雄三                | 福田紀之                              | 1月30日        | Vol.6     | Vol.1         |
| Round18 | クリンチ                     | 森博志            | 辻伸一              | 石山貴明                | 岡田敏靖                              | 2月6日         | Vol.6     | Vol.1         |
| Round19 | KOの夢                       | 筆安一幸          | 郷敏治              | 松村やすひろ 宍戸淳     | 李豪善                                | 2月13日        | Vol.7     | Vol.1         |
| Round20 | ショットガンの脅威           | 中村亮介          | 林秀夫              | 林秀夫                  | 菅野利之                              | 2月20日        | Vol.7     | Vol.1         |
| Round21 | 天才攻略の道                 | 杉原研二          | 平塚住雄            | 真野玲                  | 山縣亜紀                              | 2月27日        | Vol.7     | Vol.1         |
| Round22 | 前へ!前へ!!                  | 加茂靖子          | 増原光幸            | 増原光幸                | 神志那弘志                            | 3月6日         | Vol.8     | Vol.1         |
| Round23 | もう一つの準決勝             | 荒西大介          | 島崎奈々子          | 島崎奈々子              | ふくだのりゆき                        | 3月13日        | Vol.8     | Vol.1         |
| Round24 | 約束の場所へ…                | 森博志            | 中村賢太郎          | 秦義人                  | 筱雅律                                | 3月20日        | Vol.8     | Vol.1         |
| Round25 | それぞれの想い               | 筆安一幸          | さかいあきお        | 宍戸淳                  | 李豪善                                | 3月27日        | Vol.9     | Vol.1         |
| Round26 | 距離の攻防                   | 杉原研二          | ひいろゆきな        | ひいろゆきな            | 三浦和也                              | 4月3日         | Vol.9     | Vol.1         |
| Round27 | 死闘                         | 中村亮介          | 川村賢一            | 川村賢一                | 菅野利之 筱雅律                       | 4月10日        | Vol.9     | Vol.1         |
| Round28 | 勝敗                         | 加茂靖子          | 平塚住雄            | 真野玲                  | 山縣亜紀                              | 4月17日        | Vol.10    | Vol.1         |
| Round29 | 浪速のロッキー               | 荒西大介          | 小金井鮭雄          | 政木伸一                | 神志那弘志                            | 4月24日        | Vol.10    | Vol.1         |
| Round30 | 敵地へ                       | 中村亮介          | 島崎奈々子          | 島崎奈々子              | ふくだのりゆき                        | 5月1日         | Vol.10    | Vol.1         |
| Round31 | 激闘の足跡                   | 浦畑達彦          | 川村賢一            | 川村賢一                | ふくだのりゆき                        | 5月8日         | Vol.11    | Vol.1         |
| Round32 | 右を打て!                    | 筆安一幸          | さかいあきお        | 宍戸淳                  | 李豪善 渡辺和夫                       | 5月15日        | Vol.11    | Vol.1         |
| Round33 | スマッシュの威圧             | 杉原研二          | 増原光幸            | 増原光幸                | 筱雅律                                | 5月22日        | Vol.11    | Vol.1         |
| Round34 | 新人王                       | 加茂靖子          | ひいろゆきな        | ひいろゆきな            | 三浦和也                              | 5月29日        | Vol.11    | Vol.1         |
| Round35 | さらなる旅立ち               | 筆安一幸          | 平塚住雄            | 真野玲                  | 山縣亜紀                              | 6月5日         | Vol.12    | Vol.1         |
| Round36 | 王者との出会い               | 荒西大介          | 早川啓二            | 早川啓二                | 柳瀬譲二                              | 6月12日        | Vol.12    | Vol.1         |
| Round37 | 目指すもの                   | 杉原研二          | 川村賢一            | 中村賢太郎              | 神志那弘志                            | 6月19日        | Vol.12    | Vol.1         |
| Round38 | 二人の新人王                 | 中村亮介          | 郷敏治              | 宍戸淳                  | 李豪善                                | 6月26日        | Vol.13    | Vol.1         |
| Round39 | 異国での挑戦                 | 筆安一幸          | ひいろゆきな        | ひいろゆきな            | 安田好孝                              | 7月3日         | Vol.13    | Vol.2         |
| Round40 | カウンターを超えたカウンター | 杉原研二          | 佐藤雄三            | 佐藤雄三                | かどともあき                          | 7月10日        | Vol.13    | Vol.2         |
| Round41 | ゲロ道の戦い                 | 筆安一幸          | 小島正幸            | 小島正幸 （増原光幸）   | ふくだのりゆき                        | 7月17日        | Vol.14    | Vol.2         |
| Round42 | 夢への共感                   | 加茂靖子          | 平塚住雄            | 真野玲 （増原光幸）     | 山縣亜紀                              | 7月24日        | Vol.14    | Vol.2         |
| Round43 | THE SPEED STAR               | 荒西大介          | 森田浩光            | 森田浩光                | 柳瀬譲二                              | 7月31日        | Vol.14    | Vol.2         |
| Round44 | リングの死角                 | 中村亮介          | 川村賢一            | 秦義人                  | 筱雅律                                | 8月7日         | Vol.15    | Vol.2         |
| Round45 | 狼の白い牙                   | 筆安一幸          | 島崎奈々子          | 島崎奈々子              | 神志那弘志                            | 8月14日        | Vol.15    | Vol.2         |
| Round46 | かもしかになれ!              | 筆安一幸          | 佐藤雄三            | 宍戸淳                  | 李豪善                                | 8月21日        | Vol.15    | Vol.2         |
| Round47 | 秘められた闘志               | 杉原研二          | 山口美浩            | 山口美浩                | 河合静男                              | 8月28日        | Vol.16    | Vol.2         |
| Round48 | 赤い狼                       | 筆安一幸          | 鈴木吉男            | 鈴木吉男                | かどともあき                          | 9月4日         | Vol.16    | Vol.2         |
| Round49 | 信頼する勇気                 | 荒西大介 筆安一幸 | ひいろゆきな        | ひいろゆきな            | 三浦和也                              | 9月18日        | Vol.16    | Vol.2         |
| Round50 | 伝えたいこと                 | 荒西大介 筆安一幸 | 善聡一郎            | 中村賢太郎              | ふくだのりゆき                        | 9月25日        | Vol.17    | Vol.2         |
| Round51 | 合コン                       | 加茂靖子          | 増原光幸            | 増原光幸                | 神志那弘志                            | 10月2日        | Vol.17    | Vol.2         |
| Round52 | 挑戦者                       | 浦畑達彦          | 川村賢一            | 川村賢一                | 杉浦幸次                              | 10月9日        | Vol.17    | Vol.2         |
| Round53 | 俺が俺であるために           | 中村亮介          | 杉村泰弘            | 杉村泰弘                | 北野五郎                              | 10月16日       | Vol.18    | Vol.2         |
| Round54 | 王者の拳                     | 筆安一幸          | 新留俊哉            | 高橋敦史                | かどともあき                          | 10月23日       | Vol.18    | Vol.2         |
| Round55 | 日本フェザー級タイトルマッチ | 荒西大介          | 川村賢一            | 政木伸一                | 菅野利之 神志那弘志                   | 10月30日       | Vol.18    | Vol.2         |
| Round56 | 立ちはだかる力               | 杉原研二          | 矢野博之            | 中村賢太郎              | ふくだのりゆき                        | 11月6日        | Vol.19    | Vol.2         |
| Round57 | 決着                         | 加茂靖子          | 川村賢一            | 増原光幸                | 筱雅律 神志那弘志 杉浦幸次            | 11月13日       | Vol.19    | Vol.2         |
| Round58 | 傷心                         | 筆安一幸          | 島崎奈々子          | 島崎奈々子              | 吉田大輔                              | 11月20日       | Vol.19    | Vol.2         |
| Round59 | 決意のまなざし               | 荒西大介          | ひいろゆきな        | ひいろゆきな            | 安田好孝                              | 11月27日       | Vol.20    | Vol.2         |
| Round60 | ライバル                     | 中村亮介          | 平塚住雄            | 中村賢太郎              | かどともあき                          | 12月4日        | Vol.20    | Vol.2         |
| Round61 | 再起への不安                 | 杉原研二          | 杉村泰弘            | 杉村泰弘 川村賢一       | 北野五郎 筱雅律                       | 12月11日       | Vol.20    | Vol.2         |
| Round62 | 復活                         | 加茂靖子          | 川村賢一            | 川村賢一 （李光燮）     | 筱雅律                                | 12月18日       | Vol.21    | Vol.2         |
| Round63 | 炎の青春                     | 筆安一幸          | 矢野博之            | 中村亮介                | ふくだのりゆき                        | 12月25日       | Vol.21    | Vol.2         |
| Round64 | 熱中時代                     | 荒西大介          | 平塚住雄            | 高橋敦史                | 吉田大輔                              | 2002年 1月8日  | Vol.21    | Vol.2         |
| Round65 | 鴨川軍団の夏                 | 中村亮介          | 増原光幸            | 増原光幸                | かどともあき 菅野利之                 | 1月15日        | Vol.22    | Vol.2         |
| Round66 | 鷹村さんの涙                 | 筆安一幸          | 阿部記之            | 島崎奈々子              | 安田好孝                              | 1月22日        | Vol.22    | Vol.2         |
| Round67 | 動き出す鴨川ジム             | 杉原研二          | 山口美浩            | 山口美浩                | 河合静男                              | 1月29日        | Vol.22    | Vol.2         |
| Round68 | 会長の危機                   | 荒西大介          | 新留俊哉            | 武井良幸                | 堀川耕一                              | 2月5日         | Vol.23    | Vol.2         |
| Round69 | サウスポーの罠               | 西川真剛          | ひいろゆきな        | ひいろゆきな            | ふくだのりゆき                        | 2月12日        | Vol.23    | Vol.2         |
| Round70 | ごんたくれ                   | 有冨興二          | 神志那弘志          | 中村賢太郎              | 吉田大輔                              | 2月19日        | Vol.23    | Vol.2         |
| Round71 | 決戦の刻                     | 中村亮介          | 佐藤真二            | 佐藤真二                | 佐藤真二 ふくだのりゆき（総作画監督） | 2月26日        | Vol.24    | Vol.2         |
| Round72 | LALLAPALLOOZA                | 加茂靖子          | 島崎奈々子 佐々木守 | 武井良幸 川村賢一       | 逢坂浩司 杉浦幸次                     | 3月5日         | Vol.24    | Vol.2         |
| Round73 | あの時を超えろ               | 中村亮介          | 佐藤雄三            | 島崎奈々子              | 筱雅律 菅野利之                       | 3月12日        | Vol.24    | Vol.2         |
| Round74 | ミックスアップ               | 杉原研二          | ひいろゆきな        | ひいろゆきな            | ふくだのりゆき 杉浦幸次               | 3月19日        | Vol.25    | Vol.2         |
| Round75 | さらなる、一歩を             | 筆安一幸          | 川村賢一 西村聡     | 中村賢太郎              | 吉田大輔 神志那弘志                   | 3月26日        | Vol.25    | Vol.2         |
| Round76 | ボクサーの拳                 | 浦畑達彦          | 川村賢一 西村聡     | 川村賢一                | 杉浦幸次 伊藤嘉之                     | 2003年 3月21日 | Vol.25    | Vol.2         |

Round76はテレビ未放送、DVD第25巻にのみ収録。ファミリー劇場、日テレプラス、アニマックス、キッズステーションではRound76まで放送。
| 話数     | サブタイトル                  | 脚本             | 絵コンテ          | 演出 （演出補）          | 作画監督 （作監補）                                               | 放送日        | DVD収録巻 |
| -------- | ----------------------------- | ---------------- | ----------------- | ------------------------ | ----------------------------------------------------------------- | ------------- | --------- |
| Round 1  | 新たなる一歩                  | ふでやすかずゆき | 宍戸淳            | 高橋知也                 | ふくだのりゆき                                                    | 2009年 1月6日 | Vol.1     |
| Round 2  | BLOODY CROSS－血の十字架－    | ふでやすかずゆき | 宍戸淳            | 大脊戸聡                 | Jang Kil Yong Kim Dong jun                                        | 1月13日       | Vol.1     |
| Round 3  | 約束の場所へ                  | ふでやすかずゆき | 宍戸淳            | 鈴木孝聡                 | 小谷杏子                                                          | 1月20日       | Vol.1     |
| Round 4  | 世界への胎動                  | ふでやすかずゆき | 宍戸淳            | 下田久人                 | Jang Kil Yong Kim Dong jun                                        | 1月27日       | Vol.2     |
| Round 5  | 世界の力                      | ふでやすかずゆき | 高橋知也          | 高橋知也                 | 今木宏明、夘野一郎 武内啓                                         | 2月3日        | Vol.2     |
| Round 6  | 追い続ける背中                | ふでやすかずゆき | 高橋知也 川村賢一 | 名取孝浩                 | Kim Dae Hoon Kim Bo Kyeong 夘野一郎（総作監補）                   | 2月10日       | Vol.2     |
| Round 7  | 悪魔の降臨                    | ふでやすかずゆき | 川村賢一          | 鈴木孝聡                 | 若野哲也 （宮井加奈） 清水健一（アクション） 夘野一郎（総作監補） | 2月17日       | Vol.3     |
| Round 8  | 魂の一撃                      | ふでやすかずゆき | 川村賢一          | 大脊戸聡                 | 津幡佳明 （ふくだのりゆき） 夘野一郎（アクション）                | 2月24日       | Vol.3     |
| Round 9  | 受け継ぐ資格                  | ふでやすかずゆき | 川村賢一          | 下田久人                 | Lee Boo Hee Joo Hyun Woo 清水健一（アクション）                   | 3月3日        | Vol.3     |
| Round 10 | 噛ませ犬                      | ふでやすかずゆき | 室井ふみえ        | 室井ふみえ               | あべたくじ （村田睦明）                                           | 3月10日       | Vol.4     |
| Round 11 | 一歩VSハンマー・ナオ          | ふでやすかずゆき | 坂田純一          | 浅利藤彰                 | Sin Jea Ik Kim Jun Hwan 清水健一（アクション）                    | 3月17日       | Vol.4     |
| Round 12 | プロの条件                    | ふでやすかずゆき | 川村賢一          | Kim Min Sun              | Kim Bo Kyeong Kwon Hyeok Jung 林秀夫（アクション）                | 3月24日       | Vol.4     |
| Round 13 | イッポ・オン・ザ・ビーチ 2    | 中川淳           | 東出太            | 東出太                   | 東出太                                                            | 3月31日       | Vol.5     |
| Round 14 | 二つのスパーリング            | 武井風太         | 川村賢一          | 高橋知也                 | 夘野一郎、津幡佳明 林秀夫（アクション）                           | 4月7日        | Vol.5     |
| Round 15 | 板垣、デビュー戦              | 渡邉こと乃       | 新留俊哉          | 鈴木孝聡                 | Kim Dong Joon Jang Kil Yong 清水健一（アクション）                | 4月14日       | Vol.5     |
| Round 16 | 二羽の鷹                      | 門脇康裕         | 川村賢一          | Kim Min Sun              | Kim Bo Kyeong Kwon Hyeok Jung 林秀夫（アクション）                | 4月21日       | Vol.6     |
| Round 17 | 野生児                        | 久野恵里         | 宮繁之            | 内山まな                 | 川筋豊、安本学 清水健一（アクション） 夘野一郎（総作画監督）      | 4月28日       | Vol.6     |
| Round 18 | 極限の減量                    | 室井ふみえ       | 西田正義          | 浅利藤彰                 | あべたくじ、日向正樹 （村田睦明）                                 | 5月5日        | Vol.6     |
| Round 19 | 一触即発                      | 土谷三奈         | 玉川真人          | 末田宜史                 | 堀剛史 Han Sung Hui 清水健一（アクション）                        | 5月12日       | Vol.7     |
| Round 20 | 世界J・ミドル級タイトルマッチ | 森脇誠           | 西田正義          | 名取孝浩                 | Jang Kil Yong Woo Jin Woo                                         | 5月19日       | Vol.7     |
| Round 21 | BATTLE OF HAWK!               | 吉原崇郎         | 池添隆博          | 池添隆博                 | 永作友克                                                          | 5月26日       | Vol.7     |
| Round 22 | ケンカバトル                  | 大内真一         | 川村賢一          | Kim Min Sun （高橋知也） | 堀剛史 Kim Bo Kyeong Kwon Hyeok Jung 清水健一（アクション）       | 6月2日        | Vol.8     |
| Round 23 | 支える手                      | 武井風太         | ひいろゆきな      | ひいろゆきな             | 夘野一郎                                                          | 6月9日        | Vol.8     |
| Round 24 | 王様                          | 中川淳           | 室井ふみえ        | 室井ふみえ （高橋知也）  | あべたくじ、清水健一                                              | 6月16日       | Vol.8     |
| Round 25 | 銅像をどうぞ                  | 森脇誠           | 川村賢一          | 久保山英一               | 若野哲也、飯飼一幸 （河野稔、清水健一） 夘野一郎（総作画監督）    | 6月23日       | Vol.9     |
| Round 26 | NEW CHALLENGER                | 森脇誠           | 渡邉こと乃 宍戸淳 | 渡邉こと乃               | 杉浦幸次 （夘野一郎、室井ふみえ）                                 | 6月30日       | Vol.9     |

| 話数     | サブタイトル                       | 脚本             | 絵コンテ             | 演出 （演出補）           | 作画監督                                                     | 放送日         |
| -------- | ---------------------------------- | ---------------- | -------------------- | ------------------------- | ------------------------------------------------------------ | -------------- |
| Round 01 | 最強の挑戦者                       | ふでやすかずゆき | 宍戸淳               | 山岡実 久藤瞬             | 陣馬直、服部一郎 阿部恒、佐藤千春                            | 2013年 10月5日 |
| Round 02 | デンプシーロール破り               | ふでやすかずゆき | 内田信吾 宍戸淳      | 神保昌登                  | 阿部恒、佐藤千春                                             | 10月12日       |
| Round 03 | 女の闘い                           | ふでやすかずゆき | 西田正義             | 久藤瞬                    | 片山みゆき                                                   | 10月19日       |
| Round 04 | 勝利の女神                         | 石野敦夫         | 吉村文宏             | 南川達馬                  | 青木一紀                                                     | 10月26日       |
| Round 05 | 100%のフェイク                     | ふでやすかずゆき | 西田正義             | 久藤瞬                    | 内田裕                                                       | 11月2日        |
| Round 06 | 栄光までの距離（ディスタンス）     | 石野敦夫         | 林明偉               | 真野玲 （久藤瞬）         | 薄谷栄之、片山みゆき 中村路之将                              | 11月9日        |
| Round 07 | チーズチャンピオン                 | ふでやすかずゆき | 福山新市             | 大久保唯男 （久藤瞬）     | Jang Hee-kyu、Woo Jin-woo Kim Min-sun                        | 11月16日       |
| Round 08 | 飢えた狂犬、赤い狼                 | ふでやすかずゆき | 波多正美             | 波多正美 （久藤瞬）       | Woo Jin-woo                                                  | 11月23日       |
| Round 09 | 悪魔のシナリオ                     | 石野敦夫         | 山岡実               | 山岡実                    | 阿部恒 佐藤千春（アクション）                                | 11月30日       |
| Round 10 | 決断の表情（カオ）                 | 石野敦夫         | 古瀬登               | 真野玲 （久藤瞬）         | 片山みゆき、青木一紀 中村路之将、薄谷栄之 藤田正幸、相坂直紀 | 12月7日        |
| Round 11 | 不敵な挑戦者                       | 高屋敷英夫       | 平野俊貴             | 波多正美 （久藤瞬）       | Kim Min-sun                                                  | 12月28日       |
| Round 12 | 完全なるデンプシー破り             | 高屋敷英夫       | 青山弘               | 波多正美 （久藤瞬）       | Jang Hee-kyu                                                 | 2014年 1月4日  |
| Round 13 | 活人の拳                           | 高屋敷英夫       | 中村橋橋乃丞         | Lee Jongh-yeon （久藤瞬） | Park Chang-hwan                                              | 2014年 1月4日  |
| Round 14 | 力の出る言葉                       | 石野敦夫         | 真野玲               | 西田正義                  | 陳占東                                                       | 1月11日        |
| Round 15 | 風雲!釣り船幕之内!!                | 石野敦夫         | なかの☆陽            | Kim Dong-jun （久藤瞬）   | Kwon Yoon-hee                                                | 1月18日        |
| Round 16 | 黄金の鷲（ゴールデンイーグル）     | 石野敦夫         | なかの☆陽            | 大久保唯男 （久藤瞬）     | Woo Jin woo                                                  | 1月25日        |
| Round 17 | デンゲキエレキとココナッツパパイヤ | 石田勝也         | なかの☆陽            | 波多正美                  | Kim Ki nam                                                   | 2月1日         |
| Round 18 | 未完の新型カウンター               | 石野敦夫         | なかの☆陽            | Kim Min sun （久藤瞬）    | Jang Hee kyu                                                 | 2月8日         |
| Round 19 | 鷹VS鷲                             | 稲本達郎         | 福田ノリユキ         | 福田ノリユキ 山岡実       | 福田ノリユキ                                                 | 2月15日        |
| Round 20 | 忘れられない教え                   | 稲本達郎         | 福山新市             | 佐藤千春 （久藤瞬）       | 佐藤千春                                                     | 2月22日        |
| Round 21 | 死闘の果てに                       | 稲本達郎         | 森魚 阿部記之 宍戸淳 | 波多正美                  | Kim Gi nam 阿部恒（総作画監督）                              | 3月1日         |
| Round 22 | 希望の花                           | 西村聡           | 西村聡               | Kim Dong jun （久藤瞬）   | Kwon Yoon hee                                                | 3月8日         |
| Round 23 | 生きる勇気を                       | 西村聡           | 西村聡               | 武藤健司 （久藤瞬）       | 内田裕                                                       | 3月15日        |
| Round 24 | 鉄拳                               | 西村聡           | 西村聡               | Kim Min sun               | Woo Jin woo                                                  | 3月22日        |
| Round 25 | 誓い                               | 西村聡           | 西村聡               | 西村聡 （宍戸淳）         | 菅野利之、阿部恒 佐藤千春、福田ノリユキ 内田裕               | 3月29日        |

| 話数 | サブタイトル        | 脚本     | 絵コンテ                  | 演出                                             | 作画監督                                                                  | 監督 （監修）         | 放送日 （発売日） |
| ---- | ------------------- | -------- | ------------------------- | ------------------------------------------------ | ------------------------------------------------------------------------- | --------------------- | ----------------- |
| TVSP | Champion Road       | 筆安一幸 | 西村聡、川村賢一 佐藤雄三 | 西村聡、川村賢一 佐藤雄三、島崎奈々子 中村賢太郎 | 杉浦幸次、伊藤嘉之 ふくだのりゆき、菅野利行 田崎聡、吉田大輔              | 西村聡                | 2003年 4月18日    |
| OVA  | 間柴vs木村 死刑執行 | 筆安一幸 | 難波日登志、ひいろゆきな  | ひいろゆきな                                     | 高岡淳一、安田好孝 堀剛史、かどともあき 矢崎優子、夘野一郎 ふくだのりゆき | 難波日登志 （西村聡） | 9月5日            |

### 放送局
| 放送地域   | 放送局         | 放送期間                                                    | 放送日時                              | 放送系列       | 備考       |
| ---------- | -------------- | ----------------------------------------------------------- | ------------------------------------- | -------------- | ---------- |
| 関東広域圏 | 日本テレビ     | 2000年10月3日 - 2001年9月25日 2001年10月2日 - 2002年3月26日 | 火曜 24:50 - 25:20 火曜 24:45 - 25:15 | 日本テレビ系列 | 制作局     |
| 宮城県     | ミヤギテレビ   | 2000年10月3日 - 2001年9月25日 2001年10月2日 - 2002年3月26日 | 火曜 24:50 - 25:20 火曜 24:45 - 25:15 | 日本テレビ系列 | 同時ネット |
| 熊本県     | 熊本県民テレビ | 2000年10月3日 - 2001年9月25日 2001年10月2日 - 2002年3月26日 | 火曜 24:50 - 25:20 火曜 24:45 - 25:15 | 日本テレビ系列 | 同時ネット |
| 中京広域圏 | 中京テレビ     | 2001年3月6日 - 2002年8月20日                                | 火曜 25:28 - 25:58                    | 日本テレビ系列 |            |
| 北海道     | 札幌テレビ     | 2001年4月1日 - 2002年9月22日                                | 日曜 6:00 - 6:30                      | 日本テレビ系列 |            |
| 岩手県     | テレビ岩手     | 2001年4月3日 - 2002年12月24日                               | 火曜 15:55 - 16:25                    | 日本テレビ系列 |            |
| 福島県     | 福島中央テレビ | 2001年4月2日 - 2002年9月30日                                | 月曜 24:50 - 25:20                    | 日本テレビ系列 |            |
| 福岡県     | 福岡放送       | 2001年4月6日 - 2002年9月27日                                | 金曜 25:25 - 25:55                    | 日本テレビ系列 |            |
| 徳島県     | 四国放送       | 2001年7月7日 - 2003年3月29日                                | 土曜 25:55 - 26:25                    | 日本テレビ系列 |            |

| 放送地域   | 放送局       | 放送期間                       | 放送日時                  | 放送系列       | 備考             |
| ---------- | ------------ | ------------------------------ | ------------------------- | -------------- | ---------------- |
| 関東広域圏 | 日本テレビ   | 2009年1月6日 - 6月30日         | 火曜 25:29 - 25:59        | 日本テレビ系列 | 制作局           |
| 日本全域   | 日テレプラス | 2009年1月7日 - 7月1日          | 水曜 23:30 - 24:00        | CS放送         | リピート放送あり |
| 北海道     | 札幌テレビ   | 2009年3月30日 - 9月21日        | 月曜 25:34 - 26:04        | 日本テレビ系列 |                  |
| 福岡県     | 福岡放送     | 2009年5月17日 - 11月22日       | 日曜 25:20 - 25:50        | 日本テレビ系列 |                  |
| 広島県     | 広島テレビ   | 2009年10月13日 - 2010年4月13日 | 火曜 25:04 - 25:34        | 日本テレビ系列 |                  |
| 日本全域   | アニマックス | 2010年11月19日 - 12月24日      | 月曜 - 金曜 19:30 - 20:00 | CS放送         | リピート放送あり |

| 国   | 放送局     | 放送期間        | 放送日時                 | 備考                  |
| ---- | ---------- | --------------- | ------------------------ | --------------------- |
| 台湾 | 東森電影台 | 2009年12月6日 - | 土曜・日曜 10:30 - 12:30 | 土曜、日曜連続2日放送 |

| 放送地域   | 放送局       | 放送期間                      | 放送日時                     | 放送系列                                | 備考                                |
| ---------- | ------------ | ----------------------------- | ---------------------------- | --------------------------------------- | ----------------------------------- |
| 関東広域圏 | 日本テレビ   | 2013年10月6日 - 2014年3月30日 | 日曜 1:35 - 2:05（土曜深夜） | 日本テレビ系列                          |                                     |
| 韓国全域   | ANIPLUS      | 2013年10月11日 - 2014年4月4日 | 金曜 22:00 - 22:30           | CS放送 IP放送 ケーブルテレビ ネット配信 | 15歳以上視聴可で放送 韓国語字幕あり |
| 日本全域   | 日テレプラス | 2014年1月11日 -               | 土曜 1:30 - 2:00（金曜深夜） | CS放送                                  | リピート放送あり                    |

## 舞台
タイトルは『リアルファイティング「はじめの一歩」The Glorious Stage!!』。2020年1月31日から2月9日まで品川プリンスホテル ステラボールで公演した。演出・脚本はアニメで幕之内一歩の声を務めた喜安浩平が担当。

## 関連作品

### ゲーム
- はじめの一歩 THE FIGHTING!（1997年、講談社、PS作品）
- はじめの一歩 VICTORIOUS BOXERS（2000年、ESP、PS2作品）
- ハードパンチャー はじめの一歩 THE FIGHTING!（2001年、タイトー業務用作品、パンチングマシン）
- はじめの一歩 THE TYPING!（2001年、バンプレスト、Windows用作品、タイピングソフト）
- はじめの一歩 VICTORIOUS BOXERS CHAMPIONSHIP VERSION Playstation 2 the Best（2002年、ESP、PS2作品）
- はじめの一歩 THE TYPING! 2nd Step （2002年、バンプレスト、Windows用作品、タイピングソフト）
- ハードパンチャー はじめの一歩2 王者への挑戦（2002年、タイトー業務用作品、パンチングマシン）
- はじめの一歩 THE FIGHTING!（2002年、ESP、GBA作品）
- はじめの一歩（2003年、コナミ、携帯電話用ゲーム作品[211]）
- はじめの一歩 ALL☆STARS（2004年、ESP、PS2作品）
- はじめの一歩2 VICTORIOUS ROAD（2004年、ESP、PS2作品）
- はじめの一歩 THE FIGHTING!（2006年、講談社／インタラクティブブレインズ、携帯電話用ゲーム作品[212]）
- はじめの一歩 Revolution（2007年、AQインタラクティブ、Wii作品）
- はじめの一歩 THE FIGHTING! PORTABLE VICTORIUS SPIRITS（2007年、ESP、PSP作品） - 西本英雄のルポ漫画『もう、しませんから。』では森川ジョージと西本英雄の対戦用にキャラクターを変えた特別バージョンが製作された。
- 『もしもジョーと一歩が戦っ たら!!』週刊少年マガジン創刊50周年特別企画の一環で制作されたボクシングゲームシステム。これを使用して夢の対決が実施された。（記事用に制作されたもので、一般非公開）
- はじめの一歩 THE FIGHTING! DS（2008年、ESP、DS作品）
- はじめの一歩 THE FIGHTING!（2010年、ダーツライブゲームズ、携帯電話／スマートフォン用ゲーム作品）（前述・後述の同タイトルとは異なる）※モバゲータウン（後述のMobage配信のTHE CHAMPIONS!とは異なる）
- PCブラウザゲーム版 はじめの一歩 THE FIGHTING!（2011年、ダーツライブゲームズ（現在のアルグラフ））※Yahoo!モバゲー・mixiゲーム・TSUTAYAオンラインゲーム（全て同内容。前述のタイトルとは異なる）
- モバイルゲーム版 はじめの一歩 THE CHAMPIONS!（2012年、ダーツライブゲームズ（現在のアルグラフ）、携帯電話／スマートフォン用ゲーム作品）※Mobage・GREE・dゲーム（全て同内容）
- はじめの一歩（2014年、バンダイナムコゲームス、PS3作品）

### DVD・Blu-ray・CD
DVD、Blu-ray、CDともにバップが発売している。
- DVDは現在第1期は全25巻、DVD-BOX2巻、TVスペシャル、OVAが各1巻、第2期New Challengerは全9巻をそれぞれ発売。第3期RisingはDVD-BOX、Blu-ray BOXをそれぞれ2巻ずつ発売予定。
- CDはオープニング、エンディングのほか、サウンドトラックなどが収録された「first KO」、「FINAL ROUND」、「はじめの一歩 New Challenger オリジナル・サウンドトラック」、「はじめの一歩 Rising オリジナル・サウンドトラック」が発売されている。

また、1996年には講談社からドラマCDが発売された。

## その他
- 『週刊少年マガジン』2008年16号と、『週刊少年サンデー』2008年16号の表紙と並べると、幕之内一歩が、『名探偵コナン』の主人公・江戸川コナンと握手をするイラストとなる（両誌の創刊50周年を記念したコラボレーション企画）。
- 『週刊少年マガジン』2008年30号では、『あしたのジョー』の主人公・矢吹丈と、幕之内一歩がコンピューターのシミュレーション上で試合をする特別企画が掲載された。両者の能力値などは同階級になるように調整の上、『あしたのジョー』の作者ちばてつやと、森川ジョージの監修をうけ設定されている。結果、5ラウンドで一歩のKO勝ち。その後も同様の設定で100試合行われたが、一歩が57勝し勝ち越している。
- 2009年、連載20周年を記念して単行本90巻を全国の小中学校100校に寄贈するプレゼントがあり、応募資格は、教師のみであった。
- PC用のブラウザゲーム『はじめの一歩 THE FIGHTING』と同じくPC用のブラウザゲーム『あしたのジョー〜あしたのために〜』がコラボキャンペーンを2013年11月18日 - 12月5日に行い、双方の登場人物がイベントボスとして登場した。
- iOS向けゲームアプリ『ラーメン魂』で、アニメ『はじめの一歩 Rising』とのコラボレーションイベントを実施した。イベント実施期間は、前半「幕之内一歩」編が1月23日 - 1月30日、後半「鷹村守」編が1月30日 - 2月6日の期間、開催。
- 単行本50巻前後から、週刊連載での休載・減ページの頻度が高くなっていく。一話あたり13ページ以下の場合も多くなり、Round556「勝利の余韻」、Round881の「笑うボクサー」は全9ページである。雑誌に「ここまでしか掲載できません」と謝罪ページが載ることもあった。『週刊少年マガジン』の連載漫画『もう、しませんから。』では、ゲスト出演した先輩漫画家の塀内夏子に「『マガジン』見ると一番に『一歩』チェックするんだよ。今週は何ページ描いてるかな?って」と皮肉られている。
- 読者からの「引き延ばし」という指摘に対しては「昔の長期連載の限界のイメージの突破が重なって現在の長期連載の傾向に至っている」「『引き延ばし』という嘲笑は漫画家の努力と挑戦で覆せる」という趣旨の発言をしている[213]。